# Выход гладиаторов
«Выход гладиаторов» op. 68 (чеш. Vjezd gladiátorů, нем. Einzug der Gladiatoren) — военный марш, написанный в 1897 году чешским композитором Юлиусом Фучиком. Первоначально назывался «Большой хроматический марш» (Grande Marche Chromatique), в этом названии отражено использование хроматических гамм на протяжении всей пьесы. Впоследствии название было изменено в соответствии с интересом автора к Римской империи.
В 1901 году американский издатель Карл Фишер опубликовал версию марша под заголовком «Гром и молнии» (англ. Thunder and Blazes) в аранжировке для духового оркестра, сделанной канадским композитором Луи-Филиппом Лорендо (Laurendeau). Именно в этот период марш обрёл большую популярность в качестве циркового марша и музыки для сопровождения зрелищных мероприятий, часто он используется для представления клоунов. Сегодня марш обычно упоминается как цирковой (см. цирковая музыка), а под оригинальным названием известен мало.
Марш написан в трёхчастной форме. В первой части главную и побочные партии исполняют трубы. Во второй части в качестве мелодии звучит хроматическая гамма в исполнении медных духовых инструментов низкого регистра, в основном туб. В третьей части звучит медленное мелодичное трио, гармонично объединяющее звучание деревянных духовых и низких медных духовых инструментов, вновь на базе хроматической гаммы. Пьеса была написана в очень короткий срок. Первоначально исполнялась в обычном темпе марша, но в цирке обычно исполняется в более быстром темпе.

## Использование произведения
- Александр Глазунов в 1899 году сочинил свой известный и популярный  балет "Времена года" оp.67. "Вариация Сатира", появляющаяся в конце сочинения, очень напоминает главную тему "Выхода Гладиаторов" оp.68  Юлиуса Фучика, написанный двумя годами ранее[источник не указан 3083 дня].
- Джеймс Даррен в хите 1961 года «Прощай, жестокий мир» использует марш «Выход гладиаторов» в переплетении со звучанием женского голоса.
- В 1971 году, Nino Rota переработал первую часть марша как основу композиции «Il Circo» («Цирк»), звучащей в фильме Федерико Феллини «Клоуны».
- В 1972 году Леон Рассел использовал фрагмент мелодии марша в песне «Натянутый канат» ("Tight Rope.)[4]
- В 1973 году Элтон Джон сыграл марш на органе как вступление к песне «Your Sister Can’t Twist (But She Can Rock 'n Roll)».
- В 1974 году Лео Сэйер и Дэвид Кортни вставили вступление и мелодию марша в песню «The Show Must Go On», которая стала хитом группы Three Dog Night.
- Марш звучит в 3-м и 11-м выпусках советского мультсериала «Ну, погоди!»
- В 1983 году Джеймс Бонд в фильме «Осьминожка» (Octopussy) напевает песню во время сцены в цирке.
- В 1999 году Хайно исполнил её в альбоме «Singt die schönsten Jahrhundertmärsche & Hymnen».
- Мелодия марша цитируется в комедии-ужастике «Killer Klowns from Outer Space».
- Тема марша используется в известной композиции Бутса Рэндолфа «Yakety Sax»[5].
- Российская певица Алла Пугачёва использовала фрагмент марша «Выход гладиаторов» в песне «Арлекино».
- В 2014 году в американском фильме ужасов «13 грехов» главный герой получает серию загадочных телефонных звонков на протяжении всего фильма. В телефоне во время звонков звучит мелодия марша.